# The Valley (stadion)
The Valley – stadion piłkarski znajdujący się w Londynie, w dzielnicy Charlton. Został oddany do użytku w 1919. Od tego czasu swoje mecze na tym obiekcie rozgrywa zespół Charlton Athletic F.C. Jego pojemność wynosi 27 111 miejsc. Rekordową frekwencję, wynoszącą 75 031 osób, odnotowano w 1938 podczas meczu ligowego pomiędzy drużyną gospodarzy a Aston Villa.